# Малополовецька волость
Малополовецька волость — історична адміністративно-територіальна одиниця Васильківського повіту Київської губернії з центром у селі Мале Половецьке.
Станом на 1886 рік складалася з 6 поселень, 6 сільських громад. Населення — 9750 осіб (4782 чоловічої статі та 4968 — жіночої), 1179 дворових господарств.
|                     | Площа, десятин | У тому числі орної, дес. |
| ------------------- | -------------- | ------------------------ |
| Сільських громад    | 9887           | 8173                     |
| Приватної власності | 7168           | 4287                     |
| Іншої власності     | 187            | 155                      |
| Загалом             | 17242          | 12615                    |

Основні поселення волості:
- Мале Половецьке — колишнє власницьке село при річці Собот, 2469 осіб, 374 двори, православна церква, школа, 3 постоялих будинки, 2 водяних млини.
- Безпечна — колишнє власницьке село при річці Роставиця, 584 особи, 94 двори, 2 постоялих будинки.
- Дулицьке — колишнє власницьке село при річці Роставиця, 1185 осіб, 202 двори, православна церква, школа, 4 постоялих будинки.
- Красноліси — колишнє власницьке село, 1403 особи, 214 дворів, православна церква, школа, 4 постоялих будинки, водяний млин.
- Руда — колишнє власницьке село, 887 осіб, 150 дворів, православна церква, школа, 2 постоялих будинки.
- Яхни — колишнє власницьке село при річці Собот, 1088 осіб, 145 дворів, православна церква, школа, 2 постоялих будинки.

Старшинами волості були:
- 1909—1910 року — Григорій Семенович Коваленко[2],[3],[4],[5],[6].